# Los gallos de la madrugada
Los gallos de la madrugada és una pel·lícula espanyola de 1971 dirigida per José Luis Sáenz de Heredia.

## Sinopsi
Quan arriba Lola, una bella dona a un poble de pescadors, despertant les passions de tots els homes que busquen els seus favors, però ella només té ulls per al ric del poble, fins que desencadena un final tràgic.

## Repartiment
- Concha Velasco - Lola
- Fernando Fernán Gómez - afilador
- Alfredo Mayo - Pare de Paco
- Tony Isbert - Paco
- José Sazatornil - Manolo

## Producció
Fou rodada al poble de Las Negras, Níjar, vora del Parc Natural del Cap de Gata.
Una mena de suspens amb picardia, de gran impacte popular en el seu moment, especialment recordat per la sensual interpretació de Concha Velasco, absolutament explosiva, en la que va ser la seva desena i última col·laboració amb el director José Luis Sáenz de Heredia després d' El indulto, La verbena de la Paloma, Historias de la televisión, Pero... ¿en qué país vivimos?, Relaciones casi públicas, Juicio de faldas, Me debes un muerto, El alma se serena i La decente. També fou seleccionada per representar a Espanya en la selecció oficial del Festival Internacional de Cinema de Sant Sebastià 1971.